# Markis Simon
Markis Simon (oroszul: Simon/Szimon Perecovics Markis, Симон/Шимон Перецович Маркиш) (Baku, 1931. március 6. – Genf, 2003. december 5.) orosz anyanyelvű zsidó klasszika-filológus, irodalomtörténész, műfordító, egyetemi tanár.

## Családja
Művészcsaládba született: apja Perec Markis (1895–1952) jiddis költő, akit az utolsó sztálini kirakatperben két tucat zsidó származású kulturális személyiséggel együtt – többségükben a Zsidó Antifasiszta Bizottság tagjaival – kivégeztek. Anyja Eszter Lazebnyikova műfordító, publicista (1912–2010).
Nővére Olga Rapaj (1929–2012) kijevi szobrász, keramikus. Öccse David Markis (1938–) orosz zsidó író (1972-től Izraelben).
Nagybátyja Alekszandr Lazebnyikov (1907–1985) újságíró, akit 1938 májusában tartóztattak le, és 10 évet töltött szovjet lágerekben. Fogsága alatt újból elítélték, 1955-ben szabadult.

## Életpályája

### A Szovjetunióban
A Szovjetunióban, Azerbajdzsán fővárosában, Bakuban született, de a család Moszkvában élt (édesanyja csak a szülés idejére ment haza a családhoz). Markis Moszkvában nőtt fel és az evakuáció éveit kivéve itt végezte iskoláit. A család a II. világháborút az írócsaládok számára szervezett evakuációban töltötte: a tatárföldi Csisztopolban, majd Taskentban (Üzbegisztán fővárosa, 1941–1943).
1948-ban iratkozott be a Moszkvai Állami Egyetem angol tanszékére, azonban apja letartóztatása után nem maradhatott rangos szakterületen, így az első évfolyamon átment az akkor népszerűtlen klasszika-filológia szakra. Tanárai, elsősorban a forradalom előtti generációból származó, több mint 90 éves professzora, Szergej Ivanovics Szobolevszkij azonnal észrevették tehetségét.
Tanulmányait a diploma évében száműzetés szakította félbe. 1953 januárjában, kéthetes út során börtönvagonokkal küldték őket Közép-Ázsiába, Kazahsztánba (Kizilorda). A száműzetésben raktárosként dolgozott, majd (Sztálin 1953-as halála után) iskolában tanított különféle tantárgyakat.
A családnak egészen az 1955-ös rehabilitálásig nem volt tudomása Perec Markis sorsáról.
Simon Markis 1954 nyarán tért vissza Moszkvába, feleségül vette Inna Bernstein (1929–2012) fordítót. Ebben az évben megszületett fiuk, Mark.
A diploma megszerzése után Markis fordítóként kezdett dolgozni a moszkvai Állami Szépirodalmi Kiadónál (1956–1961). Elsősorban ógörög és latin nyelvről fordított, de angolról és németről is, olykor álnéven, néha pedig olyan kollégákkal együtt, akik legálisan nem kaptak munkát. 1962-ben felvették a Szovjet Írószövetségbe (Anna Ahmatova ajánlásával), és szabadúszó műfordító lett.
1958 és 1970 között számos könyve és fordítása jelent meg, egy sor publikáció és lexikonszócikk szerkesztője volt, valamint egy műfordítás-elméleti sorozaté (Masztyersztvo perevoda – A fordítás mestersége).
Az antik szerzők közül többek közt Apuleius, Titus Livius, Platón, Plutarkhosz, a humanisták közül Rotterdami Erasmus és Ulrich von Hutten műveit ültette át oroszra. A modern szerzők közül Lion Feuchtwanger és Thomas Mann (németből), William Faulknert (angolból) fordított.

### Magyarországon
1970-ben házassága révén Magyarországra költözött, és azonnal állampolgárságot váltott (a szokásos kettős állampolgárság helyett lemondva a szovjet állampolgárságról). „Erasmus és a zsidóság” témán dolgozott, közben oroszra fordított egy kötet magyar népmesét. Belépett a PEN Club magyarországi tagozatába. Megszületett második fia, Pál (1972–).
1973-ban utoljára utazott Moszkvába, utána soha többé nem tért vissza Oroszországba. Budapesten nem talált munkát, ezért nem kaphatott útlevelet, és nem hagyhatta el az országot, hogy láthassa anyját, aki időközben Izraelbe emigrált. Ortutay Gyula közbenjárására (aki az oroszra fordított népmese-kötet szerkesztője volt), az MTA Irodalomtudományi Intézetében lett végül fizetés nélküli állása. Ennek nyomán már kaphatott útlevelet, így elmehetett Párizsba, ahol már a Nyugatra való távozását készítették elő.

### Emigráció, Svájcban
Hamarosan meghívót kapott Svájcba, a Genfi Egyetem új, akkor induló orosz tanszékére. Nehézségekkel és egy félév késéssel kapta kézhez egy évre szóló útlevelét, s végül 1974 februárjában érkezett Genfbe, ahol haláláig élt. Az útlevél lejártát követően nem tért vissza Magyarországra, disszidens lett. Felesége nem követte őt, távollétében elváltak.
Izraeli állampolgárságot 1975-ben kapott. Svájcban 1982-ben harmadszor is megnősült (Bálint Judit könyvtáros). Orosz-zsidó irodalom témájú doktori disszertációját 1983-ban védte meg Párizsban, a Sorbonne-on.
1990–1993 között a Münchenben megjelenő, orosz nyelvű Jevrejszkij zsurnal társszerkesztője.
1995-ben visszakapta magyar útlevelét, amelytől 1987-ben megfosztották, 1997-ben pedig svájci állampolgár lett.
Negyedik felesége (1991–2003) Hetényi Zsuzsa magyar irodalomtörténész, műfordító, ruszista, egyetemi tanár.
Az 1999–2000-es tanévben a Collegium Budapest meghívott kutatója volt. Ekkor fordította le Pap Károly Azarel című regényét oroszra. További magyar fordítása Kertész Imre Sorstalansága (Hetényi Zsuzsával közösen, 2004-ben jelent meg posztumusz).
Markis nyugdíjazásáig (1996), 22 éven át tanított a Genfi Egyetemen orosz irodalmat, kultúrtörténetet és műfordítást.
Az irodalmi Nobel-díjas Joszif Brodszkij 1960 óta barátja volt, Markis irányította a költő figyelmét az antikvitás kultúrája felé.
2003. december 5-én, váratlanul hunyt el Genfben. Az izraeli Einat kibucban temették el.

## Főbb művei
Bővebben lásd műveinek részletes bibliográfiáját.

### Kötetek
- Гомер и его поэмы; Москва, «ГИХЛ» (1962); «Художественная литература» (1971)
- Слава далеких веков. Из Плутарха. Пересказ с древнегреческого; Москва, «Детская литература» (1964)
- Никому не уступлю; Москва, «Детская литература» (1966); на литовском: Niekam Nenusileisiu; Vilnius, «Vaizdo» (1969)
- Знакомство с Эразмом из Роттердама; Москва, «Художественная литература» (1971); на венгерском: Rotterdami Erasmus. Budapest, «Gondolat» (1976); на французском: Erasme et les Juifs [traduit du russe par Mary Fretz]; Paris, «L’Age D’Homme» (1979)
- Le cas Grossman; Paris, «Julliard» / «L’age d’Homme» (1983)
- Василий Семёнович Гроссман: На еврейские темы. Том 2. / Шимон Маркиш: Пример Василия Гроссмана; Библиотека-Алия, Иерусалим, 1985[3]
- Erasmus and the Jews [transl. by A. Olcott, afterword by A.A. Cohen]; The University of Chicago Press (1986)
- Сумерки в полдень; Тель-Авив, «Лим» (1988); С.-Петербург, «Университетская книга» (1999)
- Три примера (Бабель, Эренбург, Гроссман) [на иврите]; Тель-Авив, «Hakibbutz Hameuchad» (1994)
- Бабель и другие. «Персональная творческая мастерская, Михаил Щиголь»; Киев (1996); Иерусалим, «Гешарим» (1997)
- Родной голос. Страницы русско-еврейской литературы конца ХIХ – начала ХХ в. Книга для чтения; Составитель Шимон Маркиш; Киев, «Дух и Литера» (2001)

#### Online kiadások –Cобрание сочинений[4]
Непрошедшее прошлое. Cобрание сочинений Шимона Маркиша, 1-5.; szerk. Hetényi Zsuzsa; ELTE–MűMű, Bp., 2020–2021
- Том 1. Античность; 2020
- Том 2. Эразм и его время; 2021
- Том 3. Русско-еврейская литература. Часть 1. Три отца-основателя; 2021
- Том 4. Русско-еврейская литература. Часть 2. Читая «Восход»; 2021
- Том 5. Русско-еврейская литература. Часть 3. Примеры и выборы. ХХ век; 2021

### Magyarul
- Markis Simon: Rotterdami Erasmus, ford. Farkas János; Gondolat, Budapest, 1976

### Válogatott internetes publikációk
- Visszaemlékezései apjára, Perec Markisra[5]
- Третий отец-основатель, или к чужим кострам (2000)[6]
- A Sorstalanság orosz fordítása (Обездоленность)[7][8]

## Díjak, elismerések
- Füst Milán-ösztöndíj (Hetényi Zsuzsával megosztva, 2002)[9]